# Olympische Sommerspiele 1948/Radsport – Tandem (Männer)
Der 2000-m-Sprint mit dem Tandem im Bahnradsport der Männer bei den Olympischen Sommerspielen 1948 in London wurde vom 7. bis 11. August auf der Radrennbahn Herne Hill ausgetragen.

## Ergebnisse

### 1. Runde
7. August 1948
Lauf 1
| Rang | Athleten                      | Nation      | Zeit       |
| ---- | ----------------------------- | ----------- | ---------- |
| 1    | Jean Roth Max Aeberli         | Schweiz     | 4:24,6 min |
| 2    | Klaas Buchly Tinus van Gelder | Niederlande |            |

Lauf 2
| Rang | Athleten                      | Nation   | Zeit       |
| ---- | ----------------------------- | -------- | ---------- |
| 1    | Hans Andresen Evan Klamer     | Dänemark | 4:53,6 min |
| 2    | Louis Van Schil Roger De Pauw | Belgien  |            |

Lauf 3
| Rang | Athleten                          | Nation      | Zeit       |
| ---- | --------------------------------- | ----------- | ---------- |
| 1    | Ferdinando Terruzzi Renato Perona | Italien     | 4:58,4 min |
| 2    | Óscar Giacché Miguel Passi        | Argentinien |            |

Lauf 4
| Rang | Athleten                  | Nation             | Zeit       |
| ---- | ------------------------- | ------------------ | ---------- |
| 1    | René Faye Gaston Dron     | Frankreich         | 4:34,8 min |
| 2    | Marvin Thomson Al Stiller | Vereinigte Staaten |            |

Lauf 5
| Rang | Athleten                  | Nation         | Zeit       |
| ---- | ------------------------- | -------------- | ---------- |
| 1    | Reg Harris Alan Bannister | Großbritannien | 5:37,9 min |
| 2    | Kurt Nemetz Erich Welt    | Österreich     |            |

### Hoffnungsrunde
7. August 1948
Lauf 1
| Rang | Athleten                      | Nation      | Zeit       |
| ---- | ----------------------------- | ----------- | ---------- |
| 1    | Louis Van Schil Roger De Pauw | Belgien     | 3:05,6 min |
| 2    | Klaas Buchly Tinus van Gelder | Niederlande |            |
| 3    | Óscar Giacché Miguel Passi    | Argentinien |            |

Lauf 2
| Rang | Athleten                  | Nation             | Zeit       |
| ---- | ------------------------- | ------------------ | ---------- |
| 1    | Marvin Thomson Al Stiller | Vereinigte Staaten | 3:54,5 min |
| 2    | Kurt Nemetz Erich Welt    | Österreich         |            |

### Viertelfinale
9. August 1948
Viertelfinale 1
| Rang | Nation         | Athleten                      | Zeit       |
| ---- | -------------- | ----------------------------- | ---------- |
| 1    | Großbritannien | Reg Harris Alan Bannister     | 7:57,8 min |
| 2    | Niederlande    | Klaas Buchly Tinus van Gelder |            |

Viertelfinale 2
| Rang | Nation     | Athleten                  | Zeit       |
| ---- | ---------- | ------------------------- | ---------- |
| 1    | Frankreich | René Faye Gaston Dron     | 5:26,3 min |
| 2    | Dänemark   | Hans Andresen Evan Klamer |            |

Viertelfinale 3
| Rang | Nation             | Athleten                  | Zeit       |
| ---- | ------------------ | ------------------------- | ---------- |
| 1    | Schweiz            | Jean Roth Max Aeberli     | 3:58,5 min |
| 2    | Vereinigte Staaten | Marvin Thomson Al Stiller |            |

Viertelfinale 4
| Rang | Nation  | Athleten                          | Zeit       |
| ---- | ------- | --------------------------------- | ---------- |
| 1    | Italien | Ferdinando Terruzzi Renato Perona | 4:35,6 min |
| 2    | Belgien | Louis Van Schil Roger De Pauw     |            |

### Halbfinale
9. August 1948
Halbfinale 1
| Rang | Nation         | Athleten                  | Zeit       |
| ---- | -------------- | ------------------------- | ---------- |
| 1    | Großbritannien | Reg Harris Alan Bannister | 6:06,4 min |
| 2    | Frankreich     | René Faye Gaston Dron     |            |

Halbfinale 2
| Rang | Nation  | Athleten                          | Zeit       |
| ---- | ------- | --------------------------------- | ---------- |
| 1    | Italien | Ferdinando Terruzzi Renato Perona | 4:36,9 min |
| 2    | Schweiz | Jean Roth Max Aeberli             |            |

### Finalrunde
11. August 1948

#### Duell um Bronze
| Rang | Nation     | Athleten              | Rennen 1   | Rennen 2   | Rennen 3 |
| Rang | Nation     | Athleten              | Zeit       | Zeit       | Zeit     |
| ---- | ---------- | --------------------- | ---------- | ---------- | -------- |
| 3    | Frankreich | René Faye Gaston Dron | 3:59,9 min | 2:56,2 min |          |
| 4    | Schweiz    | Jean Roth Max Aeberli |            |            |          |

#### Finale
| Rang | Nation         | Athleten                          | Rennen 1   | Rennen 2   | Rennen 3   |
| Rang | Nation         | Athleten                          | Zeit       | Zeit       | Zeit       |
| ---- | -------------- | --------------------------------- | ---------- | ---------- | ---------- |
| 1    | Italien        | Ferdinando Terruzzi Renato Perona |            | 4:38,8 min | 3:55,1 min |
| 2    | Großbritannien | Reg Harris Alan Bannister         | 3:56,6 min |            |            |